# Insara apache
Insara apache är en insektsart som först beskrevs av Rehn, J.A.G. 1907.  Insara apache ingår i släktet Insara och familjen vårtbitare. Inga underarter finns listade i Catalogue of Life.